# Chiesa della Madonna della Rosa (Trequanda)
La chiesa della Madonna della Rosa si trova nel territorio comunale di Trequanda, in provincia di Siena, poco fuori dell'abitato di Petroio.

## Descrizione
L'edificio settecentesco deve il suo nome a suor Rosa Generali, nata a Castelmuzio nel 1648, che usava ritirarsi in preghiera in questo luogo; la tradizione vuole che dopo la sua morte, avvenuta nel 1680, vi fiorisse costantemente una rosa.
La facciata intonacata dell'edificio è arricchita da numerosi elementi ornamentali in mattoni: quattro paraste sostengono le cornici fortemente modanate su cui si imposta il rilevato timpano triangolare con un occhio circolare al centro. Il portale è sormontato da un arco ed affiancato da due finestrelle. Al termine del margine sinistro del tetto a capanna è ubicato il campanile a vela.
Nell'interno, ad aula rettangolare, l'altare maggiore in stucco incornicia una tempera murale con la Madonna col Bambino.